# Alizé Lim
Alizé Lim (Parigi, 13 luglio 1990) è una giornalista e tennista francese.

## Carriera
Nel circuito ITF ha vinto nove titoli di cui tre in singolare e sei in doppio.
Nei tornei dello Slam ha preso parte solo agli Open di Francia, nei restanti slam è riuscita a raggiungere al massimo il terzo turno di qualificazione all'Australian Open 2013 e all'US Open 2015.
Agli Open di Francia 2014 ha fatto il suo debutto in un tabellone principale in un torneo dello Slam. Al primo turno si è trovata dall'altra parte della rete la numero 1 del mondo Serena Williams;  il match è finito a favore della statunitense. Ha partecipato alle due edizioni successive ma entrambe le volte senza riuscire a superare un turno.

## Statistiche ITF

### Singolare

#### Vittorie (3)
| Torneo $100.000 (0) |
| Torneo $80.000 (0)  |
| Torneo $75.000 (0)  |
| Torneo $60.000 (0)  |
| Torneo $50.000 (0)  |
| Torneo $25.000 (3)  |
| Torneo $15.000 (0)  |
| Torneo $10.000 (0)  |

| N. | Data            | Torneo                                | Superficie  | Avversaria in finale | Score               |
| 1. | 17 gennaio 2010 | Open de la ville de Gosier, Le Gosier | Cemento     | Natalie Piquion      | 6 - 1, 6 - 2        |
| 2. | 1º agosto 2010  | Tampere Open, Tampere                 | Terra rossa | Amandine Hesse       | 6 - 4, 6 - 3        |
| 3. | 11 luglio 2015  | Trofeo Mabo, Torino                   | Terra rossa | Dia Evtimova         | 3 - 6, 6 - 4, 6 - 4 |

### Doppio

#### Vittorie (6)
| Torneo $100.000 (0) |
| Torneo $80.000 (0)  |
| Torneo $75.000 (0)  |
| Torneo $60.000 (0)  |
| Torneo $50.000 (0)  |
| Torneo $25.000 (4)  |
| Torneo $15.000 (0)  |
| Torneo $10.000 (2)  |

| N. | Data             | Torneo                                         | Superficie  | Compagna         | Avversarie in finale                    | Punteggio            |
| 1. | 17 gennaio 2010  | Open de la ville de Gosier, Le Gosier          | Cemento     | Malou Ejdesgaard | Kayla Rizzolo Katie Ruckert             | 6 - 1, 5 - 7, 10 - 3 |
| 2. | 29 agosto 2010   | Modal Euro-Ten du Pays de Charleroi, Charleroi | Terra rossa | Diana Enache     | Gally De Wael Fatima El Allami          | 6 - 0, 6 - 3         |
| 3. | 24 marzo 2013    | Innisbrook Women's Open, Innisbrook            | Terra verde | Ashleigh Barty   | Paula Cristina Gonçalves María Irigoyen | 6 - 1, 6 - 3         |
| 4. | 7 settembre 2014 | AEGON Pro Series Barnstaple, Barnstaple        | Cemento (i) | Carina Witthöft  | Viktorija Golubic Diāna Marcinkēviča    | 6 - 2, 6 - 1         |
| 5. | 20 ottobre 2014  | Perth Tennis International, Perth              | Cemento     | Veronika Kapšaj  | Jessica Moore Abbie Myers               | 6 - 2, 2 - 6, 10 - 7 |
| 6. | 7 febbraio 2016  | Open GDF Suez De L'Isere, Grenoble             | Cemento (i) | Manon Arcangioli | Lidzija Marozava Amra Sadiković         | 7 - 5, 6 - 2         |

## Risultati in progressione
| Sigla | Risultato               |
| ----- | ----------------------- |
| V     | Vincitore               |
| F     | Finalista               |
| SF    | Semifinalista           |
| O     | Oro olimpico            |
| A     | Argento olimpico        |
| SF    | Bronzo olimpico         |
| QF    | Quarti di Finale        |
| 4T    | Quarto turno            |
| 3T    | Terzo turno             |
| 2T    | Secondo turno           |
| 1T    | Primo turno             |
| RR    | Round Robin             |
| LQ    | Turno di qualificazione |
| A     | Assente                 |
| ND    | Non disputato           |

| Legenda superfici    |
| -------------------- |
| Cemento              |
| Terra battuta        |
| Erba                 |
| Superficie variabile |

### Singolare nei tornei del Grande Slam
| Torneo          | 2011  | 2012  | 2013  | 2014  | 2015  | 2016  | V-S   |
| --------------- | ----- | ----- | ----- | ----- | ----- | ----- | ----- |
| Australian Open | A     | A     | A     | Q3    | A     | Q2    | 0 - 0 |
| Open di Francia | A     | Q1    | Q2    | 1T    | 1T    | 1T    | 0 - 3 |
| Wimbledon       | A     | A     | A     | Q1    | A     | Q1    | 0 - 0 |
| US Open         | Q1    | A     | Q1    | Q1    | Q3    | Q2    | 0 - 0 |
| Totale          | 0 - 0 | 0 - 0 | 0 - 0 | 0 - 1 | 0 - 1 | 0 - 1 | 0 - 3 |

### Doppio nei tornei del Grande Slam
| Torneo          | 2011  | 2012  | 2013  | 2014  | 2015  | 2016  | V - S |
| --------------- | ----- | ----- | ----- | ----- | ----- | ----- | ----- |
| Australian Open | A     | A     | A     | A     | A     | A     | 0 - 0 |
| Open di Francia | 1T    | A     | 1T    | 1T    | 1T    | 1T    | 0 - 5 |
| Wimbledon       | A     | A     | A     | A     | A     |       | 0 - 0 |
| US Open         | A     | A     | A     | A     | A     |       | 0 - 0 |
| Totale          | 0 - 1 | 0 - 0 | 0 - 1 | 0 - 1 | 0 - 1 | 0 - 1 | 0 - 5 |

### Doppio misto nei tornei del Grande Slam
| Torneo          | 2011 | 2012 | 2013 | 2014 |
| --------------- | ---- | ---- | ---- | ---- |
| Australian Open | A    | A    | A    | A    |
| Open di Francia | A    | A    | 2T   | 2T   |
| Wimbledon       | A    | A    | A    | A    |
| US Open         | A    | A    | A    | A    |